# Rødt, hvidt og blåt blod
Rødt, hvidt og blåt blod er en amerikansk stumfilm fra 1917 af Charles Brabin.

## Medvirkende
- Francis X. Bushman som John Spaulding
- Beverly Bayne som Helen Molloy-Smythe
- Adella Barker som Mrs. Molloy-Smythe
- William H. Tooker som Patrick Spaulding
- Duncan McRae som Grev Jules Berratti